# Microrégion de Belo Horizonte
La microrégion de Belo Horizonte est l'une des huit microrégions qui subdivisent la mésorégion métropolitaine de Belo Horizonte, dans l'État du Minas Gerais au Brésil.
Elle comporte 24 municipalités qui regroupaient 4 867 529 habitants en 2006 pour une superficie totale de 5 820 km2.

## Municipalités[1]
- Belo Horizonte
- Betim
- Brumadinho
- Caeté
- Confins
- Contagem
- Esmeraldas
- Ibirité
- Igarapé
- Juatuba
- Lagoa Santa
- Mário Campos
- Mateus Leme
- Nova Lima
- Pedro Leopoldo
- Raposos
- Ribeirão das Neves
- Rio Acima
- Sabará
- Santa Luzia
- São Joaquim de Bicas
- São José da Lapa
- Sarzedo
- Vespasiano